# Солдуба
Солдуба (рум. Solduba) — село у повіті Сату-Маре в Румунії. Входить до складу комуни Хомороаде.
Село розташоване на відстані 423 км на північний захід від Бухареста, 24 км на південний схід від Сату-Маре, 100 км на північний захід від Клуж-Напоки.

## Населення
За даними перепису населення 2002 року у селі проживали 348 осіб, з них 343 особи (98,6%) румунів. Рідною мовою 344 особи (98,9%) назвали румунську.